# Супплетивизм
Супплетиви́зм — образование словоизменительной формы некоторого слова уникальным для языка образом (часто — от другого корня и/или при помощи уникального чередования). Такая форма называется супплетивной формой или супплетивом.
Например, в русском языке прошедшее время глагола образуется при помощи суффикса -л, добавляемого к основе инфинитива:
- делать — делал,
- сделать — сделал,
- думать — думал,
- знать — знал,
- прясть — прял,
- идти — шёл.

В последней паре слово «шёл» является супплетивной формой, так как образовано от другого корня; чередование «ид — ш» в русском языке уникально и выступает только при образовании этой формы (ср. вести — вёл, мести — мёл и т. п.).
В языках мира супплетивными обычно оказываются парадигмы немногих самых распространённых слов; глагола 'быть' (ср. рус. быть — я есмь, ты еси, он есть, мы есмы, вы есте, они суть, англ. be — am — is — are), 'идти' (ср. фр. je vais — j'allais — j'irai), существительных (ср. рус. человек — люди, англ. person — people), местоимений (ср. рус. он — его, англ. I — me — mine, нем. ich — meiner), наречий (ср. рус. хорошо — лучше, исп. bien — mejor, англ. good — better).
Исторически супплетивизм объясняется как объединение форм двух первоначально разных лексем в одной словоизменительной парадигме (например, он и его — первоначально формы двух разных славянских местоимений; французские основы all-, v- и ir- восходят к трём разным латинским глаголам, ambulare, vadere и ire).